# Вазелара Баса (Болоња)
Вазелара Баса (итал. Vasellara Bassa) је насеље у Италији у округу Болоња, региону Емилија-Ромања.
Према процени из 2011. у насељу је живело 12 становника. Насеље се налази на надморској висини од 712 м.